# Bezirk Hallein
Bezirk Hallein er et distrikt i delstaten Salzburg i Østrig. Bezirk Hallein kaldes også ved sit gamle navn Tennengau, og de to navne anvendes synonymt. Distriktet ligger i den nordlige del af delstaten mellem distrikterne Salzburg-Umgebung og St. Johann im Pongau.

## Historie
Da Salzburg blev selvstændigt kronland i Østrig i 1848 kom der samtidig en ny forfatning til området, hvilket bl.a. afstedkom inddelingen af Salzburg i kommuner. Tennengau dannede frem til 1896 én enhed sammen med det nuværende Flachgau. Først i 1895 dannede man Tennengau, bl.a. for at aflaste den store distriktsadministration i Salzburg by. I 1896 etableredes distriktsadministrationen i Hallein.

## Forvaltning
Distriktet Hallein er inddelt i 13 kommuner, hvor kun én har bystatus.

### By
- Hallein (19.169)

### Købstadskommuner
- Abtenau (5.724)
- Golling an der Salzach (3.968)
- Kuchl (6.609)
- Oberalm (4.061)

### Kommuner
- Adnet (3.469)
- Annaberg-Lungötz (2.306)
- Bad Vigaun (1.905)
- Krispl (870)
- Puch bai Hallein (4.243)
- Rußbach am Paß Gschütt (796)
- St. Koloman (1.585)
- Scheffau am Tennengebirge (1.333)

(Alle indbyggertal pr. 01.01.2007)
47°39′00″N 13°10′01″Ø / 47.65°N 13.167°Ø